# Anissa Meksen
Anissa Meksen (ur. 28 kwietnia 1988 w Nancy) – francuska kick-bokserka, bokserka i zawodniczka boksu tajskiego, algierskiego pochodzenia. Wielokrotna mistrzyni świata m.in. federacji WPMF (2014), WBC Muay Thai (2016), ISKA (2017) czy Glory (2017, 2018). 

## Kariera sportowa
Jej rodzice pochodzili z Algierii, ona sama urodziła się już we Francji. Od dziecka trenowała m.in. judo, karate, jiu jitsu i savate. Wraz z bratem Mehdim w wieku 12 lat rozpoczęła treningu bokserskie, następnie kick-boxingu i muay thai. Przez pierwsze lata zawodowej kariery walczyła głównie we Francji, ponadto rywalizowała w savate z dużymi sukcesami – w sumie jedenastokrotnie zostawała mistrzynią Francji, dwukrotnie Europy oraz pięciokrotnie świata, stając się jedną z najbardziej utytułowanych zawodniczek w boksie francuskim.
W 2013 zdobyła swoje pierwsze zawodowe mistrzostwo świata tajskiej organizacji S1. 8 marca 2014 została mistrzynią Europy WBC Muay Thai w wadze koguciej po pokonaniu Fundy Diken, natomiast 28 lipca 2014 zdobyła pas mistrzyni świata WPMF w tej samej wadze pokonując Tajską zawodniczkę Hongthong Liangbrasert. 23 września 2014 wygrała piąty sezon turnieju Enfusion w kategorii do 54 kg, w finale nokautując Brytyjkę Iman Barlow.

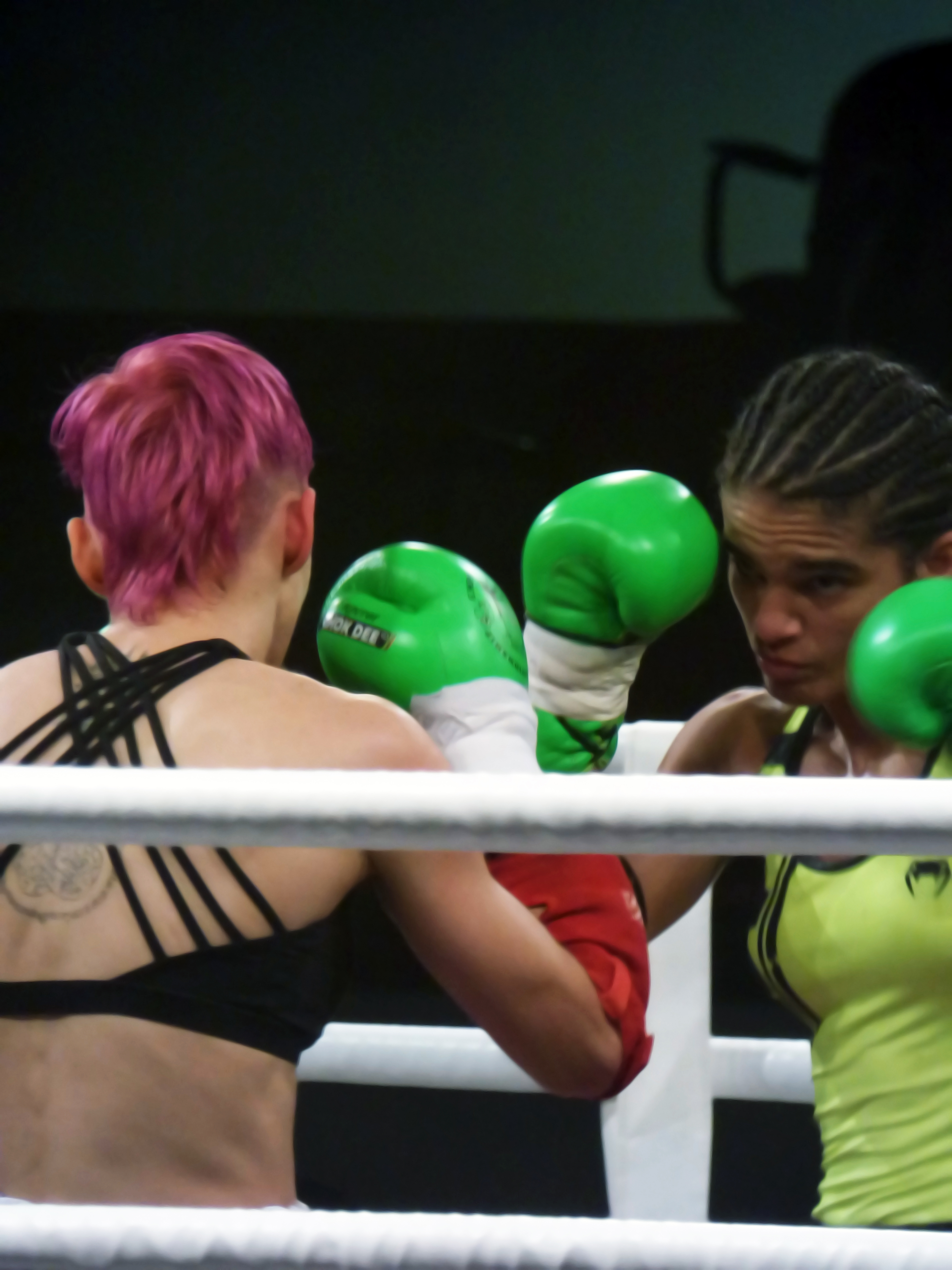
Meksen (z prawej) kontra Maria Lobo, 4 lutego 2017

W 2015 dwukrotnie zdobywała pasy mistrzowskie, najpierw 30 czerwca wygrywając z Yolande Alonso została mistrzynią Europy WFC, następnie 22 sierpnia po pokonaniu Polki Sylwii Juśkiewicz została mistrzynią Venum Victory World Series. W międzyczasie występowała w Chinach na turnieju Kunlun Fight, gdzie w finale 28 października 2015 przegrała przez techniczny nokaut z Chinką E Meidie, notując tym samym dopiero trzecią porażkę w karierze.
26 marca 2016 zdobyła mistrzostwo świata WBC Muay Thai w wadze koguciej po wypunktowaniu Niemki tureckiego pochodzenia Meryem Uslu. Trzy miesiące później 24 czerwca ponownie została mistrzynią świata, tym razem organizacji WAKO Pro, odbierając pas Szwedce Therese Gunnarson.
8 kwietnia 2017 w Torino pokonała zawodniczkę gospodarzy Chiarę Vincis na punkty, zdobywając pas mistrzyni świata ISKA w formule K-1. Czternaście dni później 22 kwietnia zawodowo zadebiutowała w ringu bokserskim, wygrywając z Rumunką Gabriellą Mezei na punkty. 
W tym samym roku związała się z GLORY, debiutując dla niej 14 lipca w zwycięskiej walce z Jady Menezes. Po pokonaniu 28 października w rewanżu Fundy Diken przez TKO, otrzymała szansę walki o mistrzostwo świata GLORY w wadze super koguciej. 1 grudnia 2017 na GLORY 48 w Nowym Jorku pokonała obrończynię tytułu Amerykankę Tiffany van Soest jednogłośnie na punkty, zostając tym samym nową mistrzynią GLORY.
14 grudnia 2017 została mistrzynią Francji w boksie pokonując jednogłośnie na punkty Fatimę El Kabouss. 12 maja 2018 w Lille pokonała rodaczkę Amel Dehby jednogłośnie na punkty, broniąc tym samym po raz pierwszy mistrzostwa Glory w wadze super koguciej. 10 sierpnia 2018 w swojej drugiej obronie tytułu Glory niespodziewanie przegrała niejednogłośnie na punkty z o wiele mniej doświadczoną i utytułowaną Brazylijką Jady Menezes, tracąc tym samym mistrzostwo wagi super koguciej. Zarządzono więc natychmiastowy rewanż który miał miejsce 2 listopada 2018 w Nowym Jorku. Meksen pokonała Menezes przez techniczny nokaut w drugiej rundzie, odzyskując tym samym mistrzostwo Glory. 
9 marca 2019 obroniła tytuł w rewanżowym starciu przeciwko Tiffany van Soest. Francuska pokonała ją niejednogłośnie na punkty.

## Osiągnięcia
Kick-boxing / Boks tajski:
- 2013: mistrzyni świata S1 w wadze koguciej
- 2014: mistrzyni Europy WBC Muay Thai w wadze koguciej
- 2014: mistrzyni świata WPMF w wadze koguciej
- 2014: Enfusion Reality Season 5 – 1. miejsce w turnieju kat. -54 kg
- 2015: mistrzyni Europy WFC w wadze koguciej
- 2015: mistrzyni Venum w wadze koguciej
- 2016: mistrzyni świata WBC Muay Thai w wadze koguciej
- 2016: mistrzyni świata WAKO Pro w wadze koguciej w formule K-1
- 2017: mistrzyni świata ISKA w wadze koguciej w formule K-1
- 2017: mistrzyni świata AFSO w wadze koguciej w formule K-1[13]
- 2017–2018: mistrzyni świata GLORY w wadze super koguciej
- 2018: mistrzyni świata GLORY w wadze super koguciej

Savate:
- 2002–2003, 2005–2013: Mistrzostwa Francji – 11-krotna mistrzyni
- 2008: Mistrzostwa Świata FIS – 1. miejsce w kat. do 56 kg
- 2009: Mistrzostwa Świata FIS – 1. miejsce w kat. do 56 kg
- 2010: Mistrzostwa Europy FIS – 1. miejsce w kat. do 56 kg
- 2010: Mistrzostwa Świata FISU – 1. miejsce w kat. do 55 kg
- 2011: Mistrzostwa Świata FIS – 1. miejsce w kat. do 56 kg
- 2012: Mistrzostwa Europy FIS – 1. miejsce w kat. do 56 kg
- 2013: Mistrzostwa Świata FIS – 1. miejsce w kat. do 56 kg

Boks:
- 2017: mistrzyni Francji w wadze superkoguciej